# Discografia de Too Short
Esta é a discografia do rapper americano Too Short.

## Álbuns

### Álbuns de estúdio
| Título                        | Detalhes                                                                                            | Pico nas paradas | Pico nas paradas | Certificações      |
| Título                        | Detalhes                                                                                            | US               | US R&B           | Certificações      |
| ----------------------------- | --------------------------------------------------------------------------------------------------- | ---------------- | ---------------- | ------------------ |
| Born to Mack                  | - Lançamento: 20 de julho de 1987 - Gravadora: Jive - Formato: CD, cassete, download digital, LP    | —                | 50               | - RIAA: Ouro       |
| Life Is...Too Short           | - Lançamento: 31 de janeiro de 1989 - Gravadora: Jive - Formato: CD, cassete, download digital, LP  | 37               | 9                | - RIAA: 2× Platina |
| Short Dog's in the House      | - Lançamento: 11 de setembro de 1990 - Gravadora: Jive - Formato: CD, cassete, download digital, LP | 20               | 3                | - RIAA: Platina    |
| Shorty the Pimp               | - Lançamento: 14 de julho de 1992 - Gravadora: Jive - Formato: CD, cassete, download digital, LP    | 6                | 11               | - RIAA: Platina    |
| Get in Where You Fit In       | - Lançamento: 26 de outubro de 1993 - Gravadora: Jive - Formato: CD, cassete, download digital, LP  | 4                | 1                | - RIAA: Platina    |
| Cocktails                     | - Lançamento: 24 de janeiro de 1995 - Gravadora: Jive - Formato: CD, cassete, download digital, LP  | 6                | 1                | - RIAA: Platina    |
| Gettin' It (Album Number Ten) | - Lançamento: 21 de maio de 1996 - Gravadora: Jive - Formato: CD, cassete, download digital, LP     | 3                | 1                | - RIAA: Platina    |
| Can't Stay Away               | - Lançamento: July 13, 1999 - Gravadora: Jive - Formato: CD, cassete, download digital, LP          | 5                | 1                | - RIAA: Ouro       |
| You Nasty                     | - Lançamento: 12 de setembro de 2000 - Gravadora: Jive - Formato: CD, cassete, download digital     | 12               | 4                | - RIAA: Ouro       |
| Chase the Cat                 | - Lançamento: 20 de novembro de 2001 - Gravadora: Jive - Formato: CD, download digital              | 71               | 14               |                    |
| What's My Favorite Word?      | - Lançamento: 10 de setembro de 2002 - Gravadora: Jive - Formato: CD, download digital              | 38               | 8                |                    |
| Married to the Game           | - Lançamento: 4 de novembro de 2003 - Gravadora: Jive - Formato: CD, download digital               | 49               | 17               |                    |
| Blow the Whistle              | - Lançamento: 29 de agosto de 2006 - Gravadora: Jive - Formato: CD, download digital                | 14               | 7                |                    |
| Get off the Stage             | - Lançamento: 4 de dezembro de 2007 - Gravadora: Jive - Formato: CD, download digital               | 45               | 21               |                    |
| Still Blowin'                 | - Lançamento: 6 de abril de 2010 - Gravadora: Dangerous - Formato: download digital                 | —                | 70               |                    |
| No Trespassing                | - Lançamento: 28 de fevereiro de 2012 - Gravadora: Dangerous - Formato: CD, ddownload digital       | 129              | 23               |                    |
| The Pimp Tape                 | - Agendado: 25 de maio de 2018 - Gravadora: Dangerous Music, EMPIRE - Formato: CD, download digital | To be released   | To be released   |                    |

### Álbuns colaborativos
| History: Mob Music (com E-40)      | - Lançamento: 6 de novembro de 2012 - Gravadora: Heavy On The Grind, EMI - Formato: CD, download digital | 71 | 11 | 7 |
| History: Function Music (com E-40) | - Lançamento: 6 de novembro de 2012 - Gravadora: Heavy On The Grind, EMI - Formato: CD, download digital | 62 | 9  | 6 |

### Coletâneas
| Título                       | Detalhes | Pico nas paradas | Pico nas paradas | Certificações |
| Título                       | Detalhes | US               | US R&B           | Certificações |
| ---------------------------- | --- | ---------------- | ---------------- | ------------- |
| Greatest Hits                | - Lançamento: 10 de novembro de 1993 - Gravadora: Jive - Formato: CD, cassete, download digital, LP                                           | –                | –                |               |
| Don't Try This at Home       | - Lançamento: 21 de novembro de 1995 - Gravadora: Jive - Formato: CD, cassete, download digital, LP                                           | 191              | 23               |               |
| Nationwide: Independence Day | - Lançamento: 19 de maio de 1998 - Gravadora: Jive - Formato: CD, cassete, download digital                                                   | 38               | 7                | - RIAA: Ouro  |
| Nationwide 2: Ghetto Pass    | - Lançamento: 24 de outubro de 2000 - Gravadora: Short Records - Formato: CD, cassete, download digital                                       | -                | -                |               |
| It's About Time              | - Lançamento: 11 de março de 2003 - Gravadora: 75 Girls - Formato: CD, download digital - Coletânea de seus três primeiros EPs em dois discos | -                | -                |               |
| The Mack of the Century      | - Lançamento: 28 de novembro de 2006 - Gravadora: Jive - Formato: CD, download digital                                                        | –                | 47               |               |

### Extended plays
| Título                 | Detalhes | Pico nas paradas | Pico nas paradas | Pico nas paradas | Pico nas paradas |
| Título                 | Detalhes | US               | US R&B           | US Rap           |                  |
| ---------------------- | --- | ---------------- | ---------------- | ---------------- | ---------------- |
| Don't Stop Rappin'     | - Lançamento: 1985 - Gravadora: 75 Girls - Formato: Cassete, LP                                                    | —                | —                | —                |                  |
| Players                | - Lançamento: 1985 - Gravadora: 75 Girls - Formato: Cassete, LP                                                    | —                | —                | —                |                  |
| Raw, Uncut and X-Rated | - Lançamento: 1986 - Gravadora: 75 Girls - Formato: Cassete, LP                                                    | —                | —                | —                |                  |
| Respect the Pimpin'    | - Lançamento: 14 de dezembro de 2010 - Gravadora: Dangerous - Formato: Download digital                            | —                | —                | —                |                  |
| 19,999: The EP         | - Lançamento: 4 de novembro de 2014 - Gravadora: Dangerous Music, Empire Distribution - Formato:: Download digital | —                | —                | —                |                  |

## Singles

### Como artista principal
| Ano                | Canção                                                                        | Pico nas paradas | Pico nas paradas | Pico nas paradas | Álbum                         |
| Ano                | Canção                                                                        | U.S.             | U.S. R&B         | U.S. Rap         | Álbum                         |
| ------------------ | ----------------------------------------------------------------------------- | ---------------- | ---------------- | ---------------- | ----------------------------- |
| 1988               | "Freaky Tales"                                                                | —                | —                | —                | Born to Mack                  |
| 1989               | "Life Is...Too Short"                                                         | —                | 43               | 27               | Life Is...Too Short           |
| "City of Dope"     | —                                                                             | —                | —                |                  | Life Is...Too Short           |
| "I Ain't Trippin'" | —                                                                             | —                | —                |                  | Life Is...Too Short           |
| 1990               | "The Ghetto"                                                                  | 42               | 12               | 3                | Short Dog's In The House      |
| 1990               | "Short But Funky"                                                             | —                | 36               | 14               | Short Dog's In The House      |
| 1992               | "I Want to Be Free (That's the Truth)"                                        | —                | 41               | 5                | Shorty the Pimp               |
| 1992               | "In the Trunk"                                                                | —                | 111              | 23               | Shorty the Pimp               |
| 1993               | "I'm a Player"                                                                | 85               | 39               | 17               | Get in Where You Fit In       |
| 1993               | "Money In The Ghetto"                                                         | 90               | 64               | 14               | Get in Where You Fit In       |
| 1995               | "Cocktails"                                                                   | 69               | 43               | 3                | Cocktails                     |
| 1995               | "Paystyle"                                                                    | —                | 112              | 29               | Cocktails                     |
| 1996               | "Gettin' It" (featuring Parliament-Funkadelic)                                | 68               | 49               | 9                | Gettin' It (Album Number Ten) |
| 1997               | "Call Me" (com Lil' Kim)                                                      | 90               | 41               | —                | Booty Call (trilha sonora)    |
| 1998               | "More Freaky Tales"                                                           | —                | 50               | 3                | Can't Stay Away               |
| 1998               | "Independence Day" (featuring Keith Murray)                                   | —                | 91               | —                | Nationwide: Independence Day  |
| 1998               | "Invasion of the Flat Booty Bitches"                                          | 51               | 41               | 4                | Can't Stay Away               |
| 1999               | "It's About That Money" (featuring Puff Daddy)                                | —                | 104              | —                | Can't Stay Away               |
| 2000               | "2 Bitches"                                                                   | —                | 54               | 2                | You Nasty                     |
| 2000               | "You Nasty"                                                                   | —                | 69               | 6                | You Nasty                     |
| 2001               | "I Luv"                                                                       | —                | —                | —                | Chase the Cat                 |
| 2002               | "Quit Hatin' Pt. 1" (featuring Twista, V-White, Lil Jon & The East Side Boyz) | —                | —                | —                | What's My Favorite Word?      |
| 2003               | "Choosin" (featuring Jazze Pha e Jagged Edge)                                 | —                | 61               | —                | Married to the Game           |
| 2003               | "Shake That Monkey" (featuring Lil Jon & the East Side Boyz)                  | 84               | 56               | 23               | Married to the Game           |
| 2006               | "Blow The Whistle"                                                            | —                | 70               | 21               | Blow the Whistle              |
| 2006               | "Keep Bouncin" (featuring Snoop Dogg e will.i.am)                             | —                | 93               | —                | Blow the Whistle              |
| 2008               | "This My One" (featuring E-40)                                                | —                | —                | —                | Get off the Stage             |
| 2010               | "Bitch I'm a Pimp"                                                            | —                | —                | —                | Respect the Pimpin'           |
| 2011               | "Money on the Floor" (featuring E-40)                                         | —                | —                | —                | No Trespassing'               |
| 2014               | "19,999"                                                                      | —                | —                | —                | 19,999:The EP                 |
| 2016               | "Ain't My Girlfriend" (feat. French Montana, Ty Dolla $ign & Jeremih)         | —                | —                | —                | N/A                           |

### Como artista convidado
| Ano  | Canção                                                                                             | Pico nas paradas | Pico nas paradas | Pico nas paradas | Álbum                        |
| Ano  | Canção                                                                                             | U.S.             | U.S. R&B         | U.S. Rap         | Álbum                        |
| ---- | -------------------------------------------------------------------------------------------------- | ---------------- | ---------------- | ---------------- | ---------------------------- |
| 1996 | "Rapper's Ball" (E-40 featuring Too Short e K-Ci)                                                  | 29               | 40[A]            | —                | Tha Hall of Game             |
| 1997 | "Game Over" (Scarface featuring Dr. Dre, Ice Cube e Too Short)                                     | —                | 73               | —                | The Untouchable              |
| 1998 | "Fuck Faces" (Scarface featuring Too Short, Tela e Devin the Dude)                                 | —                | 73[A]            | —                | My Homies                    |
| 1999 | "Player's Holiday" (T.W.D.Y. featuring Too Short)                                                  | —                | 38               | 5                | Derty Werk                   |
| 1999 | "Pimpin' Ain't No Illusion" (UGK featuring Kool Ace e Too Short)                                   | 47[B]            | 19[B]            | 6                | Dirty Money                  |
| 2001 | "Bia' Bia'" (Lil Jon & the East Side Boyz featuring Ludacris, Too Short, Big Kap, and Chyna Whyte) | 94               | 47               | —                | Put Yo Hood Up               |
| 2006 | "Bossy" (Kelis featuring Too Short)                                                                | 16               | 11               | —                | Kelis Was Here               |
| 2008 | "Life of da Party" (Snoop Dogg featuring Too Short e Mistah F.A.B.)                                | 105              | 48               | 14               | 'Ego Trippin'                |
| 2008 | "Something About This Girl" (Legacy featuring Too Short e Virginia Ashby)                          | 22[B]            | 102              | —                | The Trinity                  |
| 2010 | "Gone" (Chu featuring Jazze Pha e Too Short)                                                       | 15[B]            | 110              | —                | I Am Nalon & Nalon Is Me     |
| 2011 | "On My Level" (Wiz Khalifa featuring Too Short)                                                    | 52               | 16               | 10               | Rolling Papers               |
| 2012 | "First Date" (50 Cent featuring Too Short)                                                         | —                | 48               | —                | Non-album single             |
| 2013 | "Girls" (Kid Cudi featuring Too Short)                                                             | 103              | 37               | —                | Indicud                      |
| 2013 | "Makin' Papers" (Chuckie featuring Lupe Fiasco, Too $hort e Snow tha Product)                      | —                | —                | —                | Non-album single             |
| 2013 | "Loyal" (Chris Brown featuring Lil Wayne e French Montana/Too Short/Tyga)                          | 9                | 5                | —                | X                            |
| 2014 | "Or Nah"(Game featuring Too $hort, Problem, AV e Eric Bellinger)                                   | —                | 59               | —                | Blood Moon: Year of the Wolf |
| 2014 | "Show You the World"(G-Eazy featuring Too $hort)                                                   | —                | —                | —                | Non-album single             |
| 2015 | "Of All Things"(G-Eazy featuring Too $hort)                                                        | —                | —                | —                | When It's Dark Out           |
| 2016 | "Fuck With You"(King Lil G featuring Too $hort)                                                    | —                | —                | —                | Lost in Smoke 2              |
| 2016 | "Cochino"(Dumbfoundead featuring Too $hort)                                                        | —                | —                | —                | We Might Die                 |

- A. ↑  Entrou apenas na parada Hot R&B/Hip-Hop Airplay.
- B. ↑  Entrou na parada Hot Singles Sales ou Hot R&B/Hip-Hop Singles Sales.

## Aparições como convidado
| Título                                    | Ano  | Artista(s)                                                         | Álbum                                                    |
| ----------------------------------------- | ---- | ------------------------------------------------------------------ | -------------------------------------------------------- |
| "Check Yourself"                          | 1991 | D-Nice                                                             | To tha Rescue                                            |
| "Racia"                                   | 1992 | Pooh-Man, Ant Banks                                                | Funky As I Wanna Be                                      |
| "Funky As I Wanna Be (Video Version)"     | 1992 | Pooh-Man, Ant Banks                                                | Funky As I Wanna Be                                      |
| "Only Out to Fuck"                        | 1993 | Ant Banks, Goldy, Pooh-Man                                         | Sittin' on Somethin' Phat                                |
| "2 Kill a G"                              | 1994 | Ant Banks, Spice 1                                                 | The Big Badass                                           |
| "Fuckin' Wit Banks"                       | 1994 | Ant Banks, Goldy                                                   | The Big Badass                                           |
| "The Loot"                                | 1994 | Ant Banks                                                          | The Big Badass                                           |
| "The Game Is Sold, Not Told"              | 1994 | Goldy                                                              | In the Land of Funk                                      |
| "Sea Of Bud"                              | 1995 | MC Breed                                                           | Big Baller                                               |
| "Gangstas & Playas"                       | 1995 | Seagram                                                            | Reality Check                                            |
| "Hit the Highway"                         | 1996 | 3-2, 8Ball & MJG                                                   | Wicked Buddah Baby                                       |
| "Never Talk Down"                         | 1996 | Rappin' 4-Tay, MC Breed                                            | Off Parole                                               |
| "Where I'm From (Remix)"                  | 1996 | Passion, Rappin' 4-Tay, Soul Depot                                 | Baller's Lady                                            |
| "You Thought"                             | 1996 | Snoop Dogg, Soopafly                                               | Tha Doggfather                                           |
| "4 Tha Hustlas"                           | 1997 | Ant Banks, 2Pac, MC Breed                                          | Big Thangs                                               |
| "Big Thangs"                              | 1997 | Ant Banks, Ice Cube                                                | Big Thangs                                               |
| "Pervin'"                                 | 1997 | T.W.D.Y., E-40                                                     | Derty Werk                                               |
| "Players Holiday"                         | 1997 | T.W.D.Y., Mac Mall, Rappin' 4-Tay                                  | Derty Werk                                               |
| "True Worldwide Playaz"                   | 1997 | D-Shot, Spice 1                                                    | Six Figures                                              |
| "It's a Cold Day"                         | 1997 | George Clinton, Belita Woods                                       | Def Jam's How to Be A Player Soundtrack                  |
| "Real Niggaz"                             | 1997 | Jay-Z                                                              | In My Lifetime, Vol. 1                                   |
| "Funkin Over Nothin"                      | 1997 | Luniz, Harm                                                        | Lunitik Muzik                                            |
| "Conclusions"                             | 1997 | MC Breed                                                           | Flatline                                                 |
| "The Game Ain't Rated"                    | 1997 | A-Dam-Shame, U.G.K.                                                | Revelations: The Beginning Of The End                    |
| "Conclusions"                             | 1997 | Spice 1, Ice-T                                                     | The Black Bossalini                                      |
| "The World is Filled"                     | 1997 | The Notorious B.I.G., Puff Daddy, Carl Thomas                      | Life After Death                                         |
| "It Might Sound Crazy"                    | 1998 | Daz Dillinger                                                      | Retaliation, Revenge and Get Back                        |
| "It Might Sound Crazy" (Remix)            | 1998 | Daz Dillinger                                                      | Retaliation, Revenge and Get Back                        |
| "From The Ground Up"                      | 1998 | E-40, Jodeci                                                       | The Element of Surprise                                  |
| "Can't Stop"                              | 1998 | Eightball, MJG                                                     | Lost                                                     |
| "A Week Ago"                              | 1998 | Jay-Z                                                              | Vol. 2... Hard Knock Life                                |
| "Jazzy Hoes"                              | 1998 | Jermaine Dupri, Eightball, Youngbloodz, Mr. Black                  | Life in 1472                                             |
| "Love Jones"                              | 1998 | Keith Sweat, Erick Sermon, Playa                                   | Still in the Game                                        |
| "Keep It Real"                            | 1998 | Sylk-E. Fyne                                                       | Raw Sylk                                                 |
| "Your Sister"                             | 1998 | TQ                                                                 | They Never Saw Me Coming                                 |
| "Keep Hustlin"                            | 1998 | WC, E-40                                                           | The Shadiest One                                         |
| "Ride (Down South)"                       | 1999 | Foxy Brown, Eightball & MJG, Juvenile                              | Chyna Doll                                               |
| "Baller Bitch"                            | 1999 | Foxy Brown, Pretty Boy                                             | Chyna Doll                                               |
| "Came in the Door Pimpin"                 | 1999 | Dave Hollister                                                     | Ghetto Hymns                                             |
| "Earl That's Yo Life"                     | 1999 | E-40                                                               | Charlie Hustle: The Blueprint of a Self-Made Millionaire |
| "Somethin' Bout Pimpin"                   | 1999 | JT Money                                                           | Pimpin' on Wax                                           |
| "Ride Wit Us"                             | 1999 | Keith Murray, Redman, Erick Sermon                                 | It's a Beautiful Thing                                   |
| "Rhyme Slow"                              | 1999 | Kokane                                                             | They Call Me Mr. Kane                                    |
| "Tricks (Bitches)"                        | 1999 | MC Breed, Richie Rich                                              | It's All Good                                            |
| "Suckas Do What They Can"                 | 1999 | Spice 1, Yukmouth, Roger Troutman                                  | Immortalized                                             |
| "Delinquents Are Back"                    | 1999 | The Delinquents                                                    | Bosses Will Be Bosses                                    |
| "Big Booty Hoes"                          | 1999 | The Notorious B.I.G.,                                              | Born Again                                               |
| "Time and Money"                          | 1999 | Young Bleed                                                        | My Own                                                   |
| "Pimpin and Jackin"                       | 2000 | C-Bo                                                               | Enemy of the State                                       |
| "Doin' The Fool"                          | 2000 | E-40, Pimp C, Al Kapone, Pastor Troy                               | Loyalty and betrayal                                     |
| "Fat Gold Chain"                          | 2000 | Erick Sermon                                                       | Erick Onasis                                             |
| "Luv It How U Get It"                     | 2000 | E.S.G.                                                             | City Under Siege                                         |
| "Pimp Or Die"                             | 2000 | Mack 10, Techniec                                                  | The Paper Route                                          |
| "In n Out"                                | 2000 | Scarface, Devin The Dude                                           | The Last of a Dying Breed                                |
| "Let My Nutts Go"                         | 2001 | Lil Jon, Quint Black, Nation Riders                                | Put Yo Hood Up                                           |
| "Jazzy Hoes Part 2"                       | 2001 | Jermaine Dupri, Kurupt, Too Short, Field Mob, Backbone, Eddie Cain | —                                                        |
| "Hotel"                                   | 2001 | T.I.                                                               | I'm Serious                                              |
| "Pimpin Ain't No Illusion"                | 2001 | UGK                                                                | Dirty Money                                              |
| "Making Good Love (Remix)"                | 2002 | Avant                                                              | —                                                        |
| "So International"                        | 2002 | B-Legit                                                            | Hard 2 B-Legit                                           |
| "Bitch Bitch Bitch Make Me Rich"          | 2002 | Daz Dillinger                                                      | This Is the Life I Lead                                  |
| "Big Boyz"                                | 2002 | King Tee                                                           | The Kingdom Come                                         |
| "Bitch"                                   | 2002 | Lil Jon, Chyna Whyte                                               | Kings of Crunk                                           |
| "Pimp Counsel"                            | 2002 | Disturbing tha Peace, Lil Fate, Shawnna                            | Golden Grain                                             |
| "Say Bitch"                               | 2002 | Richie Rich                                                        | Nixon Pryor Roundtree                                    |
| "Tater Chips"                             | 2002 | YZ, El Dorado Red                                                  | The Legend Of Floyd Jones                                |
| "Cali Girl"                               | 2004 | Big Lurch                                                          | It's All Bad                                             |
| "Can't Nobody"                            | 2004 | Messy Marv, Lucci                                                  | DisoBAYish                                               |
| "Pimp On"                                 | 2004 | Twista, Eightball                                                  | Kamikaze                                                 |
| "Who Need a Bitch"                        | 2005 | Bun B, Juvenile                                                    | Trill                                                    |
| "Oaktown"                                 | 2005 | Casual, Richie Rich, G-Stack, E-Mac                                | Smash Rockwell                                           |
| "Make It Rain"                            | 2005 | D4L, Kool Ace, Sweetz                                              | Down for Life                                            |
| "Take Your Bitch"                         | 2005 | David Banner, Bun B, Jazze Pha                                     | Certified                                                |
| "Tear it Up" (Remix)                      | 2005 | Young Jeezy, Lloyd                                                 | —                                                        |
| "Yummy" (Remix)                           | 2006 | Chelo                                                              | —                                                        |
| "Yee"                                     | 2006 | E-40, Budda                                                        | My Ghetto Report Card                                    |
| "This How We Eat"                         | 2006 | Goldie Loc, Kokane, Big Tigger                                     | B.G. 2 O.G.                                              |
| "Gettin' Some" (Remix)                    | 2006 | Shawnna, Lil Wayne, Pharrell, Ludacris                             | Block Music                                              |
| "Get Low"                                 | 2006 | Tyrese, Tha Dogg Pound, Kurupt                                     | Alter Ego                                                |
| "Movin In Your Chucks"                    | 2006 | Xzibit, Kurupt                                                     | Full Circle                                              |
| "Didn't I Tell You"                       | 2007 | Keyshia Cole                                                       | Just Like You                                            |
| "Sideshow" (Remix)                        | 2007 | Mistah F.A.B., Keak da Sneak                                       | Da Baydestrian                                           |
| "On Yo' Way"                              | 2007 | Mistah F.A.B.                                                      | Da Baydestrian                                           |
| "Goin Crazy"                              | 2007 | Mistah F.A.B., Fabo                                                | Da Baydestrian                                           |
| "Can't Get Enough"                        | 2007 | Tha Dogg Pound                                                     | Dogg Chit                                                |
| "Life Is 2009"                            | 2007 | UGK                                                                | Underground Kingz                                        |
| "Sliding Down the Pole"                   | 2008 | E-40                                                               | The Ball Street Journal                                  |
| "Dancer (Is She Really My Girl)"          | 2008 | MC Magic, C. Note, AZ Prince                                       | Magic City Part 2                                        |
| "The Best Thing Goin"                     | 2008 | Yukmouth, Devin the Dude, Richie Rich, Danica "The Morning Star"   | Million Dollar Mouthpiece                                |
| "Playa Like Me"                           | 2008 | Keak Da Sneak                                                      | Deified                                                  |
| "Life Of Da Party"                        | 2008 | Snoop Dogg, Mistah FAB                                             | Ego Trippin'                                             |
| "Tipper Love"                             | 2009 | DJ Drama, The-Dream, La the Darkman                                | Gangsta Grillz: The Album (Vol. 2)                       |
| "Resume"                                  | 2010 | E-A-Ski                                                            | The Resume                                               |
| "Bitch"                                   | 2010 | E-40                                                               | Revenue Retrievin': Day Shift                            |
| "Can't Stop the Boss"                     | 2010 | E-40, Snoop Dogg, Jazze Pha                                        | Revenue Retrievin': Night Shift                          |
| "Show Me What You Workin' Wit"            | 2010 | E-40                                                               | Revenue Retrievin': Night Shift                          |
| "Money Over Bitches"                      | 2010 | Fat Joe, TA                                                        | The Darkside Vol. 1                                      |
| "She Wants Me"                            | 2010 | Kutt Calhoun, Irv Da Phenom                                        | Raw and Un-Kutt                                          |
| "Fo Yo Sorrows"                           | 2010 | Big Boi, Sam Chris, George Clinton                                 | Sir Lucious Left Foot: The Son of Chico Dusty            |
| "Neighborhood Stars"                      | 2010 | J. Stalin, Mistah FAB                                              | Prenuptial Agreement                                     |
| "She Bad"                                 | 2011 | Layzie Bone                                                        | The Meaning                                              |
| "Take U Home"                             | 2011 | Snoop Dogg, Daz Dillinger, Kokane                                  | Doggumentary                                             |
| "Be You"                                  | 2012 | E-40, J Banks                                                      | The Block Brochure: Welcome to the Soil 3                |
| "Over Here"                               | 2012 | E-40, Droop-E                                                      | The Block Brochure: Welcome to the Soil 3                |
| "First Date"                              | 2012 | 50 Cent                                                            | Street King Immortal                                     |
| "Break A Bitch"                           | 2012 | Tony Yayo                                                          | Sex, Drugs, & Hip-Hop                                    |
| "Pimp"                                    | 2012 | T.I., Pimp C                                                       | F*ck Da City Up                                          |
| "Girls"                                   | 2013 | Kid Cudi                                                           | Indicud                                                  |
| "Do My Dance"                             | 2013 | Cassie                                                             | RockaByeBaby                                             |
| "Dejalo (Zondo Remix)"                    | 2013 | Rilo Kiley                                                         | RKives                                                   |
| "The Compliments"                         | 2013 | The Lonely Island                                                  | The Wack Album                                           |
| "V.I.P."                                  | 2013 | Tony Touch, Xzibit, Kurupt                                         | The Piece Maker 3: Return of the 50 MC's                 |
| "1 to 1 Ratio"                            | 2013 | Joe                                                                | Double Back: Evolution of R&B                            |
| "So Much Pearl In Here"                   | 2013 | Mistah F.A.B.                                                      | Hella Ratchet                                            |
| "Bang Her"                                | 2013 | Dirt Nasty                                                         | Palatial                                                 |
| "Astronaut Pussy / Welcome to California" | 2013 | The Game, Schoolboy Q, Skeme, Stacy Barthe                         | OKE: Operation Kill Everything                           |
| "Jewels N' Drugs"                         | 2013 | Lady Gaga, T.I., Twista                                            | Artpop                                                   |
| "When You Gone Let Me"                    | 2013 | E-40                                                               | The Block Brochure: Welcome to the Soil 5                |
| "My Bitch"                                | 2013 | DB Tha General                                                     | I Should've Been Signed                                  |
| "Wassup"                                  | 2013 | Problem & IamSu!                                                   | Million Dollar Afro                                      |
| "Go Deep"                                 | 2013 | Ty Dolla Sign, Berner                                              | —                                                        |
| "For a Week"                              | 2014 | Mike Jay, YG                                                       | The Mike Jay EP                                          |
| "We Put You In The Game"                  | 2014 | The Hoodstarz                                                      | DJ Drama Presents: 56 Months                             |
| "Settle For Less Remix"                   | 2014 | Rayven Justice                                                     | I Have A Dream                                           |
| "Same Since 88"                           | 2014 | E-40, B-Legit                                                      | Sharp On All 4 Corners (Corner 1)                        |
| "T.W.D.Y."                                | 2014 | IamSu!, E-40                                                       | Sincerely Yours                                          |
| "We Put "Too $hort Intro"                 | 2014 | Beeda Weeda                                                        | Too $hort Presents: Bass Rock Babies                     |
| "Strip Club"                              | 2014 | Beeda Weeda, 1.O.A.K.                                              | Too $hort Presents: Bass Rock Babies                     |
| "Racked Up"                               | 2014 | Beeda Weeda, Gunplay                                               | Too $hort Presents: Bass Rock Babies                     |
| "Too $hort Outro"                         | 2014 | Beeda Weeda                                                        | Too $hort Presents: Bass Rock Babies                     |
| "All About Me"                            | 2014 | Beeda Weeda                                                        | Too $hort Presents: Bass Rock Babies                     |
| "Told Me"                                 | 2015 | A-Wax                                                              | Everybody Loves Me 2                                     |
| "She Bad"                                 | 2015 | Sons Of Funk                                                       | The Lost Files Vol. 1                                    |
| "She All About The Shmoney"               | 2015 | Rowdy Rebel, Bobby Shmurda                                         | —                                                        |
| "Saturday"                                | 2015 | Warren G, E-40, Nate Dogg                                          | Regulate... G Funk Era, Pt. II                           |
| "Don't Stop"                              | 2016 | Snoop Dogg                                                         | Coolaid                                                  |